# 阿坝会议
阿坝会议是长征时中共中央率领红一、三军团单独北上后，1935年9月13日在西康省阿坝县召开了公然反对中央分裂党的会议，为另立中央制造舆论。

## 历史
1935年9月9日，中共中央政治局在若尔盖巴西召开政治局紧急会议（巴西会议），决定率一、三军团单独北上。徐向前、陈昌浩奉张国焘命令，率右路军的红四军、红三十军及红军大学部分人员，二度过草地南下。还没等徐、陈率军到达阿坝，先期抵达这里的张国焘在中共中央俄界政治局扩大会议的第二天即1935年９月13日，在阿坝县最大寺院格尔登寺的大殿召开“川康省委扩大会议”，即阿坝会议，与会的总司令朱德、红军总参谋长刘伯承受到围攻。会议通过了《阿坝会议决议》，指责“中央政治局一部分同志，毛、洛、博、周等同志，继续他们的右倾机会主义的逃跑路线，不顾整个中国革命的利益，破坏红军的指挥系统，破坏主力红军的团结，实行逃跑”；只有南下建立苏区，才是唯一正确的进攻路线。